# Druim Shionnach
Der Druim Shionnach ist ein 987 m (3.238 ft) hoher, als Munro eingestufter Berg in Schottland. Sein gälischer Name kann in etwa mit Berggrat des Fuchses übersetzt werden.  Der Gipfel liegt in der Council Area Highland in den Northwest Highlands in der weitläufigen Berglandschaft zwischen Loch Cluanie und Loch Quoich, etwa 35 Kilometer nordwestlich von Fort William. In der Bergkette der South Glen Shiel Ridge südlich von Glen Shiel in Kintail ist er der vierthöchste von insgesamt sieben Munros. 
Die South Glen Shiel Ridge erstreckt sich über etwa 14 Kilometer südlich des Glen Shiel vom Tal des Allt Mhàlagain, einem Zufluss des River Shiel, bis südlich von Loch Cluanie. Nach Norden wird die Bergkette vom Glen Shiel begrenzt, nach Süden von Glen Quoich, einem durch den Wester Glen Quoich Burn und den Easter Glen Quoich Burn durchflossenen Tal, sowie dem nur durch eine niedrige Wasserscheide getrennten Tal des River Loyne bis zum Beginn von Loch Loyne. Während die Südseite der Bergkette durchgängig steile und abweisende Grashänge aufweist, die nur durch einzelne Wasserläufe unterbrochen werden, ist die Nordseite deutlich mehr von felsigen Strukturen geprägt. Auf dieser Seite weist die Bergkette eine Anzahl nach Norden führender Grate auf, zwischen denen sich große und steile Corries vom Hauptgrat bis fast auf den Talboden erstrecken. Der Druim Shionnach liegt im östlichen Abschnitt der Bergkette, in dem auch auf der Südseite felsige Kare zu finden sind. Während alle westlich liegenden Gipfel der South Glen Shiel Ridge keine nach Süden führenden Grate aufweisen, besitzt der Druim Shionnach einen markanten Südgrat, der in einem namenlosen, hoch über dem River Loyne aufragenden, 869 m hohen Vorgipfel endet. Westlich des Grats erstreckt sich das Coire an Uisge Fhuair, östlich das mit einem kleinen Bergsee gefüllte Coire nan Leac. Auf dem Hauptgrat der South Glen Shiel Ridge liegen westlich des durch einen Cairn gekennzeichneten Gipfels zwei weitere,  916 und 938 m hohe Vorgipfel. Sie fallen mit steilen Felswänden nach Norden in das vom A’ Chioch, dem nördlichen Vorgipfel des benachbarten, 1.021 m (3.350 ft) hohen Aonach air Chrith und dem Nordgrat des Druim Shionnach begrenzte Coire an t-Slugain ab. Der Nordgrat fällt bis auf etwa 540 m ab, die Nordflanke des Berges senkt sich dann sanfter in das Glen Shiel ab. Auf dieser Höhe liegt mit dem Loch a’ Mhaoil Dhìsnich ein weiterer Bergsee auf einem Plateau, das die Nordostflanke des Druim Shionnach unterbricht. Östlich des Gipfels öffnet sich zwischen dem Hauptgrat und dem Nordgrat das kleine Coireachan Gorma. Der Hauptgrat leitet teils felsig und ausgesetzt über zum 947 m (3.107 ft) hohen Creag a’ Mhaim, dem östlichsten Munro der South Glen Shiel Ridge.

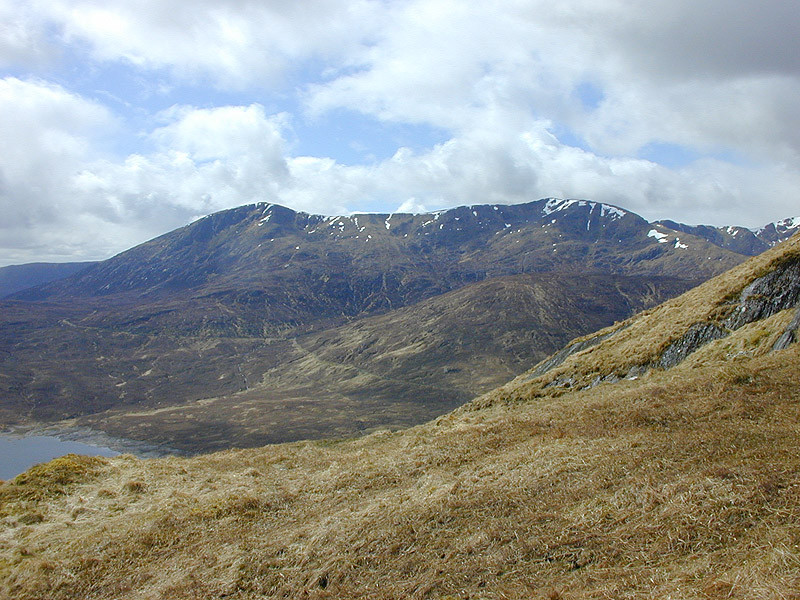
Blick von Norden, jenseits des Glen Shiel, auf den Druim Shionnach (rechts) und den Creag a’ Mhaim (links)
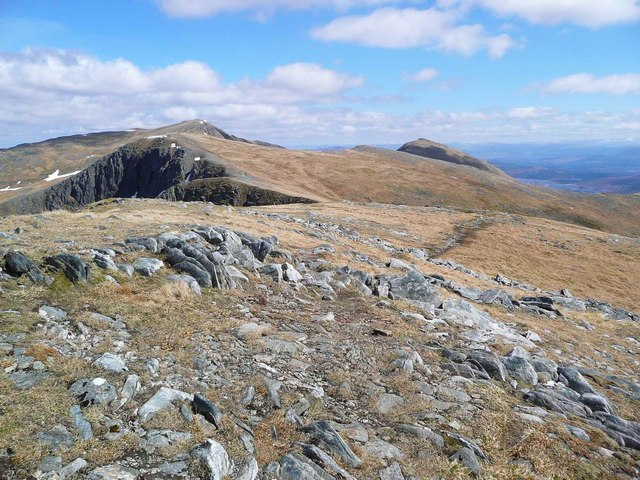
Blick über die Hauptkette vom Aonach air Chrith nach Osten über die Vorgipfel entlang des Grats zum Gipfel des Druim Shionnach
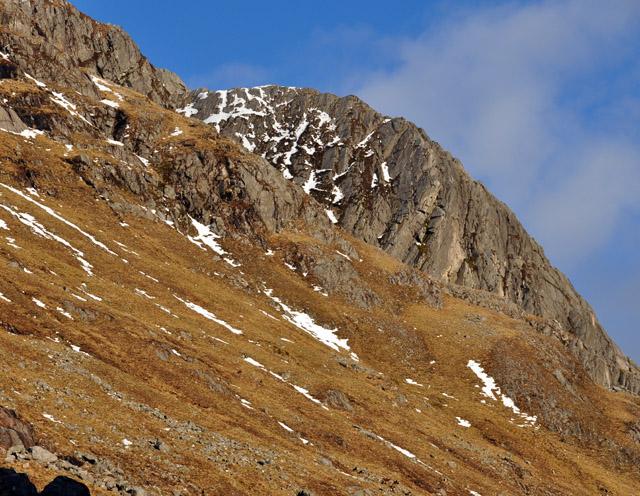
Das Ende des Südgrats oberhalb von Glen Loyne
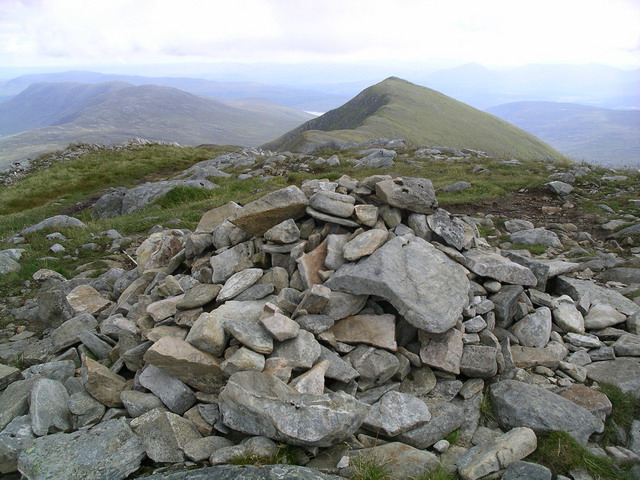
Der Gipfelcairn des Druim Shionnach, im Hintergrund der östlich liegende Creag a’ Mhaim

Eine Besteigung des Druim Shionnach ist sowohl isoliert als auch im Zuge einer Überschreitung der South Glen Shiel Ridge möglich, letzteres ist die von Munro-Baggern bevorzugte Variante. Die Überschreitung kann sowohl von Westen, beginnend mit dem 918 m (3.012 ft) hohen Creag nan Damh, als auch von Osten, beginnend mit dem Creag a’ Mhaim, unternommen werden. Ausgangspunkt im Osten ist der Cluanie Inn an der A87 am Ostende von Loch Cluanie, im Westen die Malagan Bridge an der A87. Ein direkter Aufstieg vom Cluanie Inn über den Nordgrat ist ebenfalls möglich, er kann über einen gut ausgebauten Jagdpfad zum Loch a’ Mhaoil Dhìsnich erreicht werden. Von Süden gibt es im Bereich des Druim Shionnach keine direkten Aufstiegsmöglichkeiten, ein gut ausgebauter Jagdpfad führt jedoch auf den benachbarten Creag a’ Mhaim. 